# Histerosalpingografie

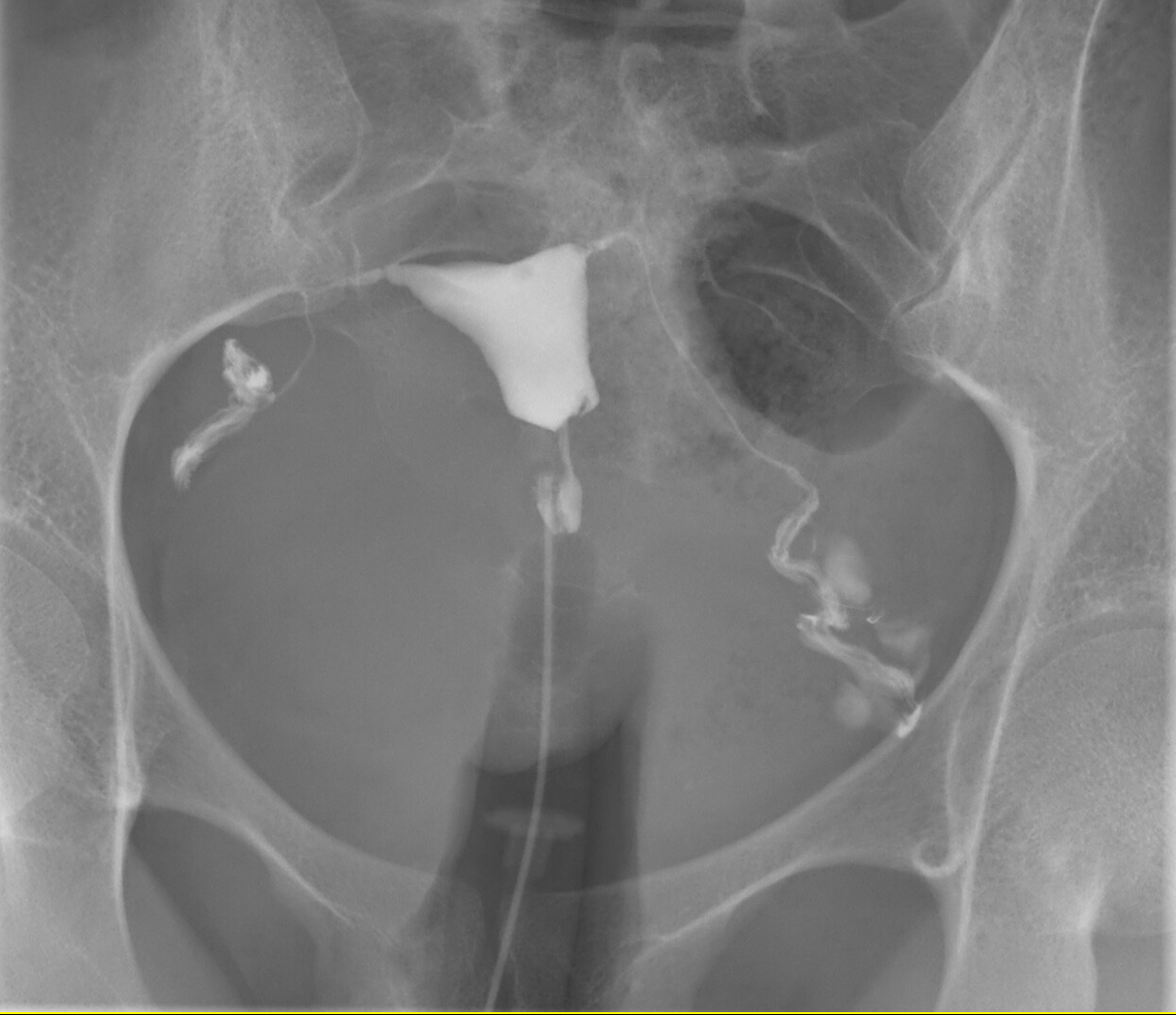
O histerosalpingogramă normală. În centru se vede un triunghi de culoare neagră care reprezintă produsul de contrast injectat în uter

Histerosalpingografia este un examen radiologic al uterului și al trompelor lui Fallopio. Acest examen asociază histerografia cu salpingografia. Medicul prescrie în mod obișnuit o histerosalpingografie atunci când pacienta suferă de tulburări de ciclu, sângerări anormale sau de sterilitate și în caz de avort spontan.
Examenul este practicat, într-un centru de radiologie, între a 8-a și a 12-a zi după menstruație, cu vezica goală.
Medicul radiolog pune un specul cu scopul de a vedea colul uterin și de a pune aici canula de histerografie care va servi la efectuarea injectării, nedureroasă, a produsului de contrast. Odată injectat, acestă opacifiază progresiv colul uterin, cavitatea uterină apoi trompele lui Fallopio.
O histerosalpingografie durează între 25 și 30 minute. De îndată ce examenul este încheiat, pacienta poate să-și reia activitățile.
Histerosalpingografia este un examen delicat care poate fi dureros. Uneori, în orele care urmează, pacienta poate resimți dureri în partea de jos a abdomenului, însoțite de febră. Este vorba de o reacție locală la produsul de contrast, care dispare rapid. Uneori există și unele semne de alergie la iod.
Histerosalpingografia trebuie să fie realizată în afara perioadelor de hemoragii sau ale infecțiilor genitale.
Acest examen este contraindicat în caz de alergie cunoscută față de iod, în caz de sarcină sau în caz de infecție cunoscută a vaginului și trompelor, deoarece ar risca diseminarea infecțiilor în micul bazin.